# بول، فریبورگ
شهر بول  در بخش گرویر در ایالت فریبورگ در کشور سوئیس واقع شده‌است که ۱۱٬۶۰۰ نفر جمعیت دارد.

## نگارخانه

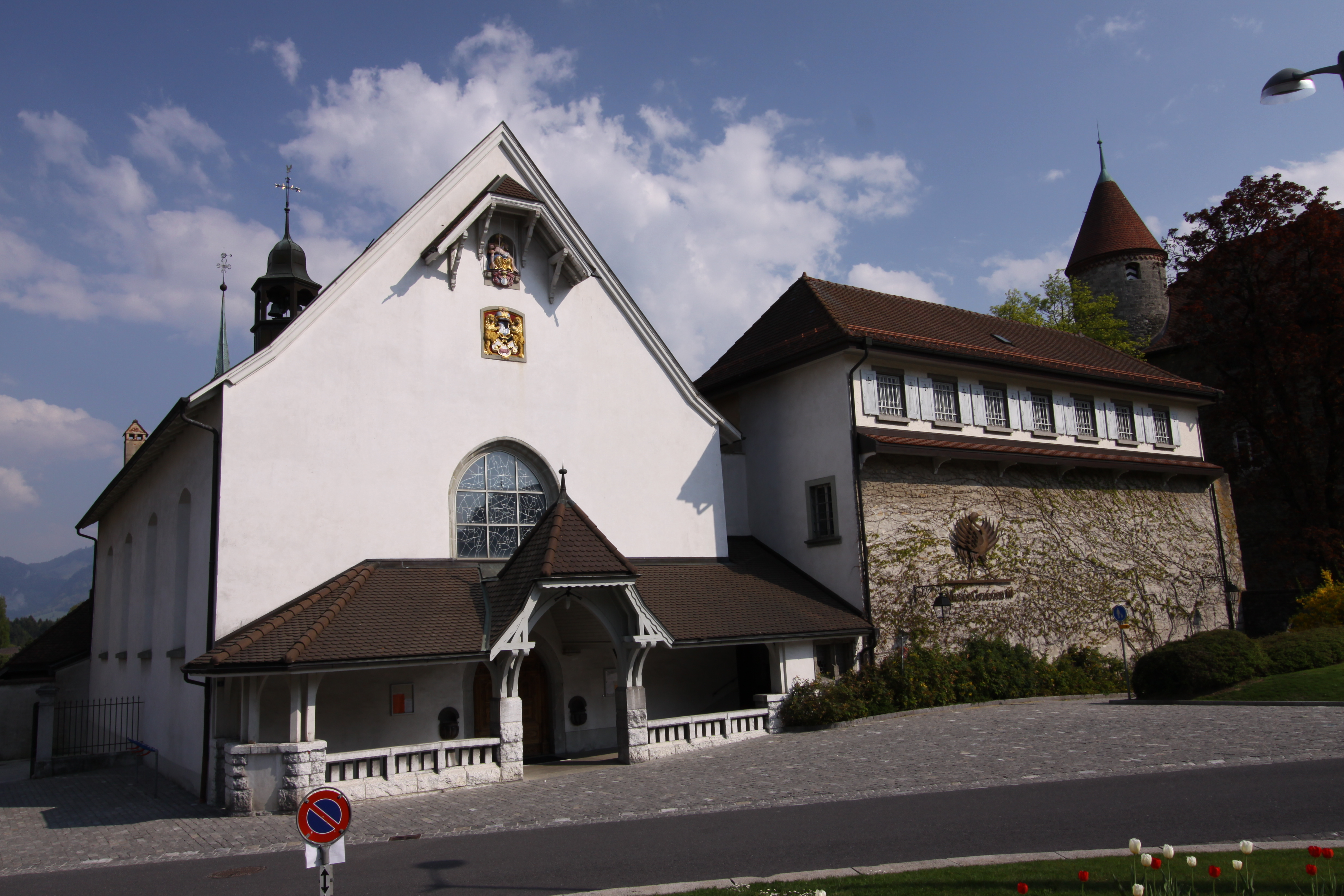
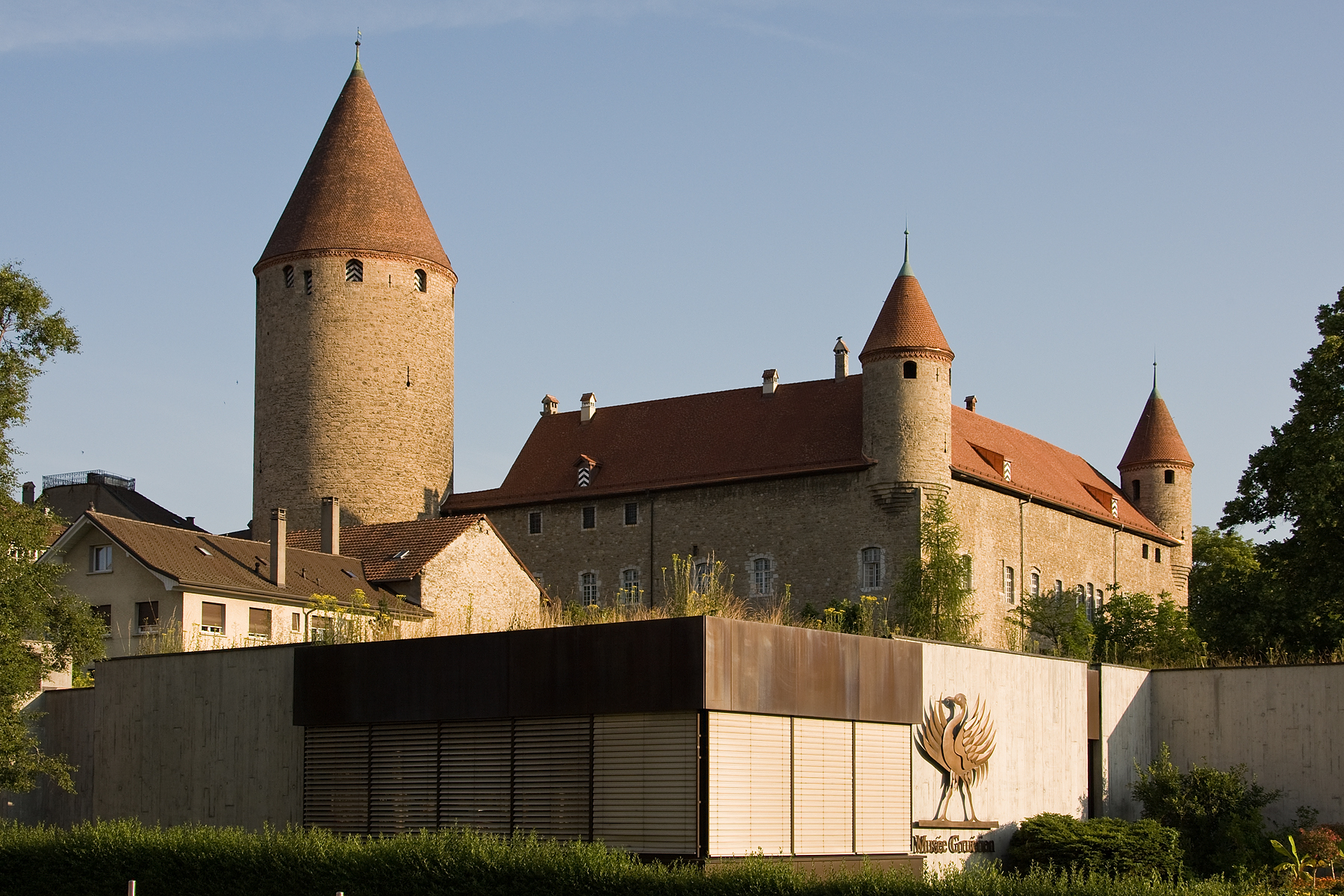
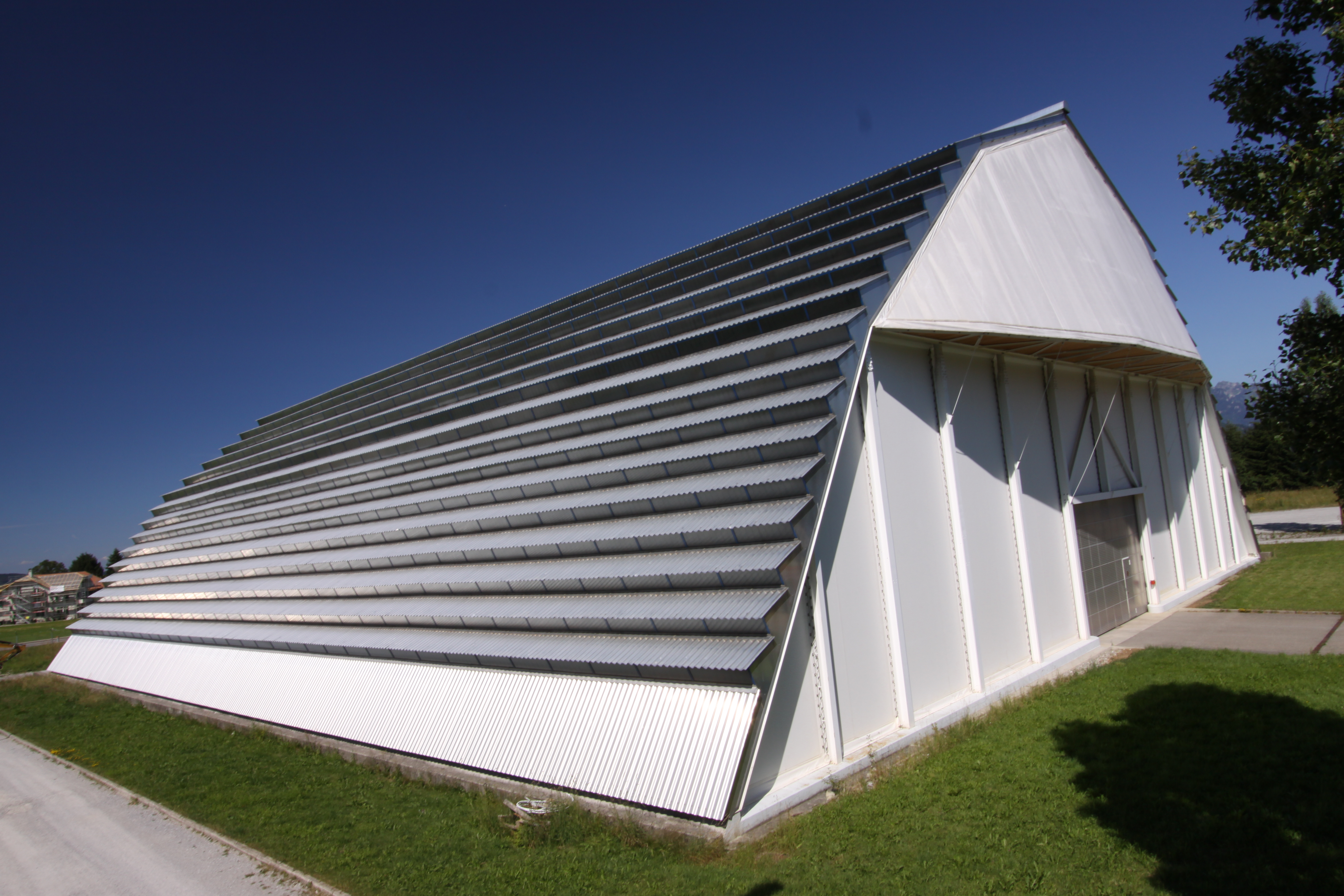
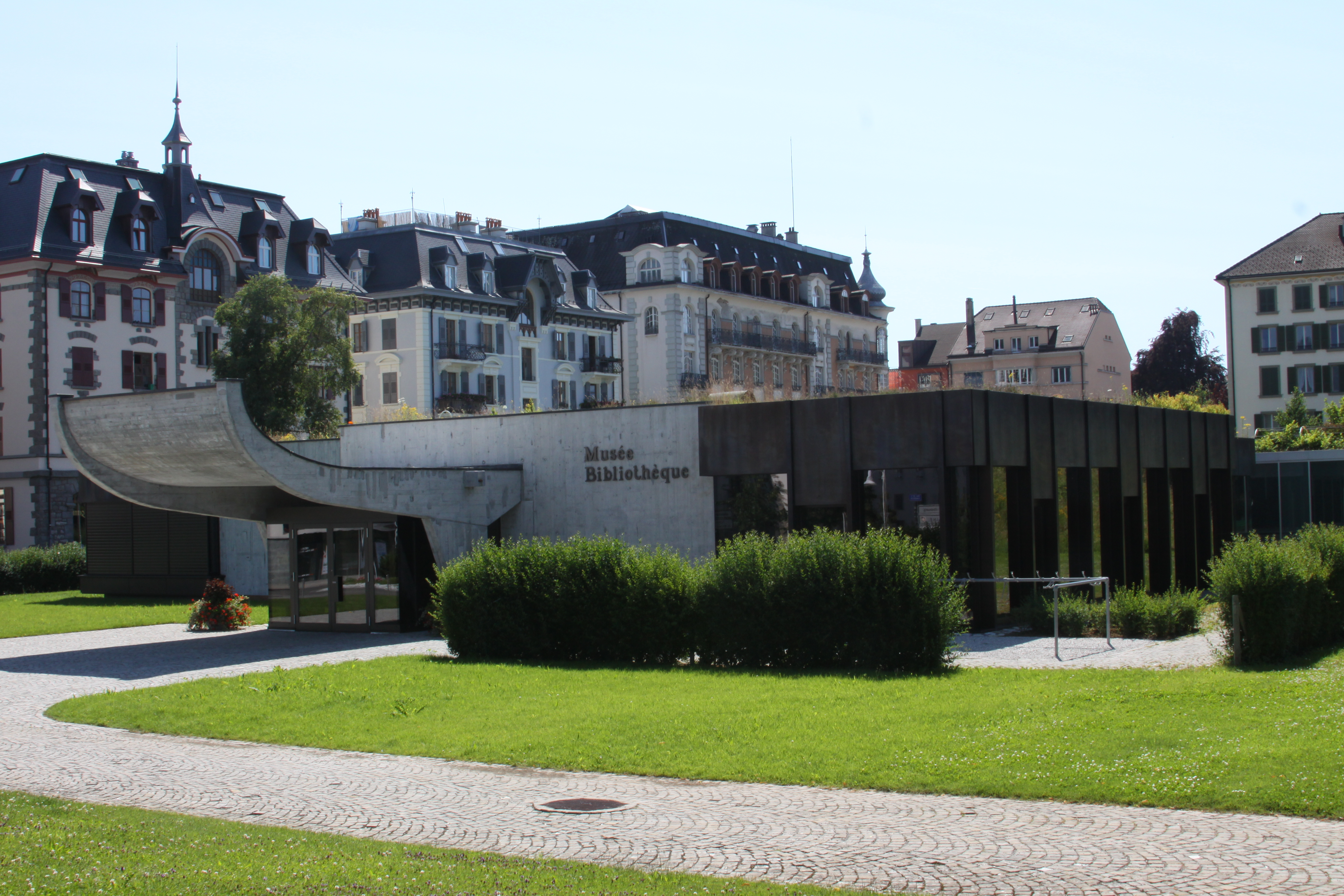